# 小乔治·坎博索斯
小乔治·坎博索斯（George Kambosos Jr，1993年6月14日—）是一名澳大利亚职业拳击手，曾在2021年至2022年6月期间获得WBA（超级）、IBF、WBO和《拳台》轻量级冠军。